# Martin O.

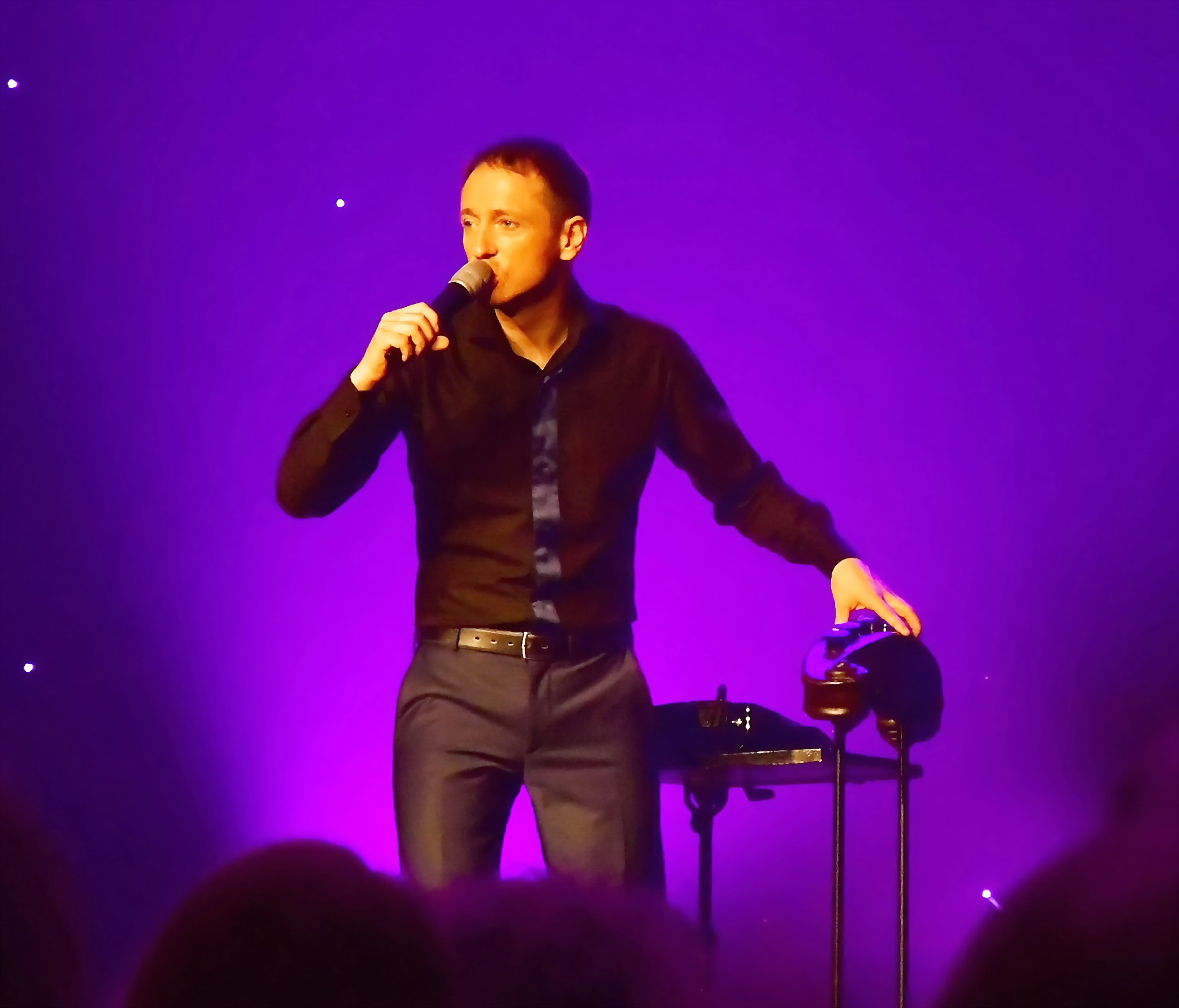
Martin O. in Puchheim, 2016

Martin O. (* 17. November 1975; bürgerlich Martin Ulrich) ist ein Schweizer Stimmartist, Beatboxer und Musiker.

## Leben
Der Ostschweizer Martin Ulrich wuchs in Abtwil in einer musikalischen Familie auf. Als Kind schon wurden sein Geigen- und Klavierspiel und sein musikalisches Interesse gefördert. Kurz nach Abschluss der Ausbildung zum Primarlehrer entschied er, das Musikschaffen zu seinem Beruf zu machen. Sein Spektrum reicht von klassischen Gesangselementen bis hin zu rhythmischem Beatboxen. Er ist als Komponist für seine eigenen Programme, aber auch für Film, Schauspiel, Zirkus und andere Musikprojekte tätig. 2001, 2007 gründete er die Firma «Stimmart GmbH».

### Künstlerische Laufbahn
Als Mitglied der A-cappella-Gruppe «hop o’my’thumb» war Martin Ulrich während mehrerer Jahre auf Bühnen im In- und Ausland unterwegs. Nach einigen erfolgreichen gemeinsamen Jahren hat sich die Gruppe 2006 aufgelöst und von der Bühne verabschiedet. Von 2006 bis 2011 war er musikalischer Leiter des «Hitzigen Appenzeller Chores».
Seit 2007 ist Martin Ulrich als Martin O. unterwegs; es entstand sein erstes Soloprogramm, «Stimmentänzer». 2011 kam das «Cosmophon» dazu, und seit März 2016 gastiert er auch mit seinem dritten Bühnenprogramm, «Der Mausiker». Martin O. verwandelt seine Stimme mit Hilfe seines «Symphoniums», eines in Nussbaumholz eingearbeiteten Loop-Geräts, in ein Orchester samt Chor.

## Auszeichnungen
- 2013: Publikumspreis «Wilhelmshavener Knurrhahn», Deutschland
- 2012: Kulturpreis & Publikumspreis «Unterföhringer Mohr», Deutschland
- 2012: Deutscher Kleinkunstpreis  in der Sparte Chanson / Musik / Lied
- 2011: Förderpreis der NRZ, Neue Rhein Zeitung, Deutschland
- 2010: Schweizer Innovationspreis «SurPrix» der KTV, Vereinigung KünstlerInnen – Theater – VeranstalterInnen, Schweiz
- 2022: Tuttlinger Krähe (2. Preis und Publikumspreis)

## Werk

### Bühnenprogramme
- 2007: Stimmentänzer
- 2011: Cosmophon
- 2016: Der Mausiker
- 2018: Heiliger BimBam – Das Adventsspecial mit Helge Heynold
- 2019: o solo io
- 2025: Super Looper

### Diskografie
als Martin O.:
- 2007: «...der mit der Stimme tanzt»
- 2017: Flow

mit hop o’my’thumb:
- triopolis
- quadrastique II live
- cirqu’appella
- quadrastique
- s’ainta fex